# Gymnobisiidae
Gymnobisiidae (лат.) — семейство псевдоскорпионов из подотряда Iocheirata.
Более 10 видов.

## Описание
Эта группа псевдоскорпионов, ранее считавшаяся многими авторами подсемейством Vachoniidae, на самом деле весьма обособлена и обладает следующими характеристиками: карапакс почти квадратный, если смотреть сверху. Обычно глаз четыре. Ядовитый аппарат имеется только в подвижном пальце хелицер. Ядовитый канал короткий. Неподвижный палец имеет терминальные зубцы, расположенные в защитном приспособлении для ядовитого зуба подвижного пальца. Внутренний базальный (ib) трихоботрий находится у основания неподвижного пальца хелицер с тремя другими трихоботриями. Хелицеры имеют разветвленную галею и жгутик из шести-восьми длинных щетинок, некоторые из которых на концах зубчатые. Линия сочленения между базифемуром и телофемуром IV ноги перпендикулярна длинной оси бедренной кости. Каждый коготь имеет небольшой зубчик на внешнем крае ближе к основанию. Имеют диплотарсатные ноги, то есть лапки всех ходильных ног состоят из двух сегментов.
Распространены в Южной Америке и Южной Африке. В семейство входят четыре рода: Gymnobisium из Южной Африки; Mirobisium и Vachonobisium из Аргентины, Боливии и Чили; и Beierobisium с Фолклендских островов. Как правило, они имеют мелкий размер и обитают в почве и подстилке.

## Классификация
Описано 12 видов и 4 рода.
- Beierobisium Vitali-di Castri, 1970
  - Beierobisium oppositum Vitali-di Castri, 1970[5]
- Gymnobisium Beier, 1931
  - Gymnobisium inukshuk Harvey & Giribet, 2016[6]
  - Gymnobisium octoflagellatum Beier, 1947[7]
  - Gymnobisium quadrispinosum (Tullgren, 1907)
- Mirobisium Beier, 1931
  - Mirobisium cavimanum (Beier, 1930)
  - Mirobisium chilense Beier, 1964[8]
  - Mirobisium dimorphicum Vitali-di Castri, 1970[9]
  - Mirobisium minore Vitali-di Castri, 1970
  - Mirobisium patagonicum Beier, 1964
- Vachonobisium Vitali-di Castri, 1963[10][9]
  - Vachonobisium heros (Beier, 1964)
  - Vachonobisium intermedium (Vitali-di Castri, 1963)
  - Vachonobisium troglophilum Vitali-di Castri, 1963